# Landkreis Bad Kissingen
Landkreis Bad Kissingen är ett distrikt (Landkreis) i Unterfranken i det tyska förbundslandet Bayern. Huvudorten är Bad Kissingen. Distriktet ligger i Planungsregion Main-Rhön.

## Beskrivning
Distriktet har andel av bergstrakterna Rhön och Spessart. Största floden i distriktet är Frankiska Saale som är en biflod till Main.
Turismen är betydande i distriktet, främst i de tre kurorterna Bad Kissingen, Bad Brückenau och Bad Bocklet. Dessutom finns många småföretag och hantverk. Jordbruket är mindre framstående med undantag av några vinodlingsområden.

## Infrastruktur
Genom distriktet går motorvägen A7.